# Gao Jun
Gao Jun, född 25 januari 1969 i Baoding, Kina, är en kinesisk -amerikansk bordtennisspelare som tog OS-silver i damdubbel i Barcelona år 1992 tillsammans med Chen Zihe. Under 2000-talet tävlade Gao för USA i olympiska spelen.

## Meriter

### Olympiska meriter

#### Olympiska sommarspelen 2008
| Idrottare | Gren   | Grundomgång          | Omgång 1             | Omgång 2              | Omgång 3             | Omgång 4             | Kvartsfinal          | Semifinal            | Final                |
| Idrottare | Gren   | Motståndare Resultat | Motståndare Resultat | Motståndare Resultat  | Motståndare Resultat | Motståndare Resultat | Motståndare Resultat | Motståndare Resultat | Motståndare Resultat |
| --------- | ------ | -------------------- | -------------------- | --------------------- | -------------------- | -------------------- | -------------------- | -------------------- | -------------------- |
| Gao Jun   | Singel | Bye                  | Bye                  | Odorova (SVK) W 4 – 2 | Hirano (JPN) W 4 – 1 | Wu (DOM) L 3 – 4     | Gick inte vidare     | Gick inte vidare     | Gick inte vidare     |

### Fotnoter
1. ↑  läst: 23 april 2022.[källa från Wikidata]
2. ↑  ”ITTF biography”. ITTF. Arkiverad från originalet den 4 oktober 2012. https://web.archive.org/web/20121004225905/http://www.ittf.com/biography/biography_web_details.asp?Player_ID=102941. Läst 30 december 2010.
3. ↑  ”GAO Jun (USA)”. ITTF Statistics. ITTF. Arkiverad från originalet den 4 oktober 2012. https://web.archive.org/web/20121004225911/http://www.ittf.com/ittf_stats/All_events3.asp?ID=1147. Läst 30 december 2010.